# نادي الاتفاق السعودي موسم 2023–24
موسم 2023-24 يعتبر هو الموسم الـ 45 غير المتتالي لنادي الاتفاق في دوري المحترفين والموسم 78 في الوجود. سيشارك النادي في دوري المحترفين وكأس الملك .
هذا الموسم يمتد من 1 يوليو 2023 إلى 30 يونيو 2024.

## اللاعبون

### تشكيلة الفريق
| الرقم | المركز           | الجنسية | اللاعب            |
| ----- | ---------------- | ------- | ----------------- |
| 1     | السعودية         | حارس    | عبد الله العويشير |
| 2     | السعودية         | مدافع   | سعيد المولد       |
| 4     | السعودية         | مدافع   | فهد غازي          |
| 5     | السعودية         | مدافع   | سعد الموسى        |
| 6     | السعودية         | وسط     | إبراهيم محنشي     |
| 7     | السعودية         | وسط     | محمد الكويكبي     |
| 8     | السعودية         | وسط     | حامد الغامدي      |
| 10    | تونس             | وسط     | نعيم سليتي        |
| 11    | السعودية         | وسط     | علي هزازي         |
| 12    | السعودية         | مدافع   | سنوسي هوساوي      |
| 14    | مقدونيا الشمالية | مدافع   | داركو فيلكوفسكي   |
| 15    | السعودية         | وسط     | أحمد الغامدي      |
| 16    | السعودية         | وسط     | فيصل الغامدي      |
| 17    | السعودية         | مهاجم   | عبد الله آل سالم  |
| 18    | فرنسا            | مهاجم   | يوسف نياكاتي      |
| 20    | السعودية         | مهاجم   | ريان البلوشي      |
| 23    | السعودية         | مهاجم   | جابر قرادي        |

| الرقم | المركز                      | الجنسية | اللاعب          |
| ----- | --------------------------- | ------- | --------------- |
| 24    | السعودية                    | وسط     | نواف هزازي      |
| 27    | البرازيل                    | وسط     | فيتينيو         |
| 29    | السعودية                    | مدافع   | فهد الدوسري     |
| 32    | جمهورية الكونغو الديمقراطية | مدافع   | مارسيل تيسيران  |
| 35    | السعودية                    | حارس    | محمد الحايطي    |
| 42    | السعودية                    | وسط     | سالم المقعدي    |
| 44    | السعودية                    | مدافع   | حمد السياف      |
| 48    | البرازيل                    | حارس    | باولو فيكتور    |
| 49    | السعودية                    | مدافع   | عبد الرحمن عمر  |
| 66    | السعودية                    | وسط     | راكان الكعبي    |
| 70    | السعودية                    | مدافع   | عبد الله الخطيب |
| 76    | السعودية                    | حارس    | بلال الدواء     |
| 90    | السعودية                    | وسط     | محمد محرزي      |
| 92    | السعودية                    | حارس    | تركي بالجوش     |
| 98    | تركيا                       | وسط     | بيرات اوزديمير  |
| 99    | السويد                      | مهاجم   | روبن كوايسون    |
|       | ألمانيا                     | مهاجم   | أمين يونس       |

## الانتقالات والاعارات

### الانتقال الى الاتفاق
| تاريخ الانضمام | المركز | الرقم | لاعب         | من النادي | مصاريف                      | المرجع. |
| -------------- | ------ | ----- | ------------ | --------- | --------------------------- | ------- |
| 30 يونيو 2023  | مدافع  | 29    | فهد الدوسري  | الخلود    | عودة بعد انتهاء فترة إعارة. |         |
| 30 يونيو 2023  | وسط    | 42    | سالم المقعدي | الساحل    | عودة بعد انتهاء فترة إعارة. |         |
| 30 يونيو 2023  | وسط    | 90    | محمد محرزي   | الشعلة    | عودة بعد انتهاء فترة إعارة. |         |
| 30 يونيو 2023  | وسط    | -     | أمين يونس    | أوتريخت   | عودة بعد انتهاء فترة إعارة. |         |

### انتقال من الاتفاق
| تاريخ الخروج  | موضع  | لا. | لاعب             | إلى النادي | مصاريف                      | المرجع. |
| ------------- | ----- | --- | ---------------- | ---------- | --------------------------- | ------- |
| 30 يونيو 2023 | مدافع | 13  | عبدالرحمن العبيد | الهلال     | عودة بعد انتهاء فترة إعارة. |         |
| 1 يوليو 2023  | مهاجم | 17  | عبدالله السالم   | الخليج     | حر                          | [ 2 ]   |

## قبل الموسم
| ودية 12 يوليو 2023 | الاتفاق     | 1–1   | NK Aluminij | Kidričevo، سلوفينيا          |
| 18:30 CEST         | تيسيران 43' | تقرير | Katuša 90'  | الملعب: Aluminij Sports Park |

| ودية 15 يوليو 2023 | الاتفاق     | 1–2   | فاراجدين               | فاراجدين، كرواتيا       |
| 20:00 CEST         | فيتينيو 88' | تقرير | Šego 54' · Vukušić 90' | الملعب: Stadion Varteks |

| ودية 20 يوليو 2023 | الاتفاق     | 1–1   | زالايغيرزيغي تورنا إغيليت | زالاجيرسيج، هنغاريا |
| 17:30 CEST         | كوايسون 19' | تقرير | Ubochioma 14'             | الملعب: ZTE Arena   |

| ودية 24 يوليو 2023 | الاتفاق | 0–1   | نادي لوكوموتيفا | Sveti Martin na Muri، كرواتيا |
| 17:00 CEST         |         | تقرير | Bošković 7'     | الملعب: Sveti Martin Stadium  |

| ودية 27 يوليو 2023 | الاتفاق                                          | 4–0   | رابوتنيتشكي | تشاكوفيتش، كرواتيا           |
| 16:30 CEST         | كوايسون 7'، 11' · فيتينيو 52' · أحمد الغامدي 85' | تقرير |             | الملعب: Stadion SRC Mladost ‏ |

| ودية 5 أغسطس 2023 | الاتفاق  | 1–0   | الجزيرة | أبو ظبي، الإمارات           |
| 19:30 UAEST       | الكويكبي | تقرير |         | الملعب: مدينة زايد الرياضية |

| ودية 8 أغسطس 2023 | الاتفاق     | 1–0   | شباب الأهلي | دبي، الإمارات      |
| 19:30 UAEST       | ديمبيلي 20' | تقرير |             | الملعب: استاد راشد |

## المسابقات

### دوري المحترفين

#### جدول الدوري
| م | الفريق      | لعب | ف  | ت  | خ  | أ.له | أ.ع | أ.ف | نقاط | التأهل أو الهبوط               |
| - | ----------- | --- | -- | -- | -- | ---- | --- | --- | ---- | ------------------------------ |
| 4 | التعاون (Q) | 34  | 16 | 11 | 7  | 51   | 35  | +16 | 59   | تأهل دوري أبطال آسيا 2 2024–25 |
| 5 | الاتحاد     | 34  | 16 | 6  | 12 | 63   | 54  | +9  | 54   |                                |
| 6 | الاتفاق     | 34  | 12 | 12 | 10 | 43   | 34  | +9  | 48   |                                |
| 7 | الفتح       | 34  | 12 | 9  | 13 | 57   | 55  | +2  | 45   |                                |
| 8 | الشباب      | 34  | 12 | 8  | 14 | 45   | 42  | +3  | 44   |                                |

1. مجموع النقاط ; 2. أعلى فارق أهداف في كامل البطولة (ما له من أهداف ناقص ما عليه).
3. الفريق الأكثر تسجيلاً للأهداف في كامل البطولة. 4. الفريق الأعلى تصنيفاً في بطولة الموسم الماضي.

في حال تعادل فريقين أو أكثر بالنقاط يتم تحديد المركز النهائية في نهاية البطولة وفقاً للترتيب التنازلي:

1.أعلى عدد من النقاط في مباراة أو مباريات الفريقين أو الفرق المتعادلة فيما بينها;
 2. أعلى فارق أهداف (ما له من أهداف ناقص ما عليه) في مباراة أو مباريات الفريقين أو الفرق
المتعادلة فيما بينها (دون احتساب أفضلية التسجيل خارج الأرض);

3. الفريق الأكثر تسجيلاً للأهداف في مباراة أو مباريات الفريقين أو الفرق المتعادلة فيما بينها (دون احتساب أفضلية التسجيل خارج الأرض);
 4.في حال استمرر التعادل بين فريقين أو أكثر من الفرق المتعادلة بعد تطبيق الفقرات من 1 إلى 3 يتم إعادة تطبيدق الفقرات من 1 إلى 3 من هذه المادة مرة أخرى فقط على مباريات الفريقين أو الفرق المتساوية.

5.أعلى فارق أهداف في كامل البطولة (ما له من أهداف ناقص ما عليه);
 6.الفريق الأكثر تسجيلاً للأهداف في كامل البطولة;
 7.إذا كانت الفرق المتعادلة فريقان وكانا سوياً على أرض الملعب في المباراة الأخيرة يتم لعب
شوطين إضافيين كمبارة جديدة (دون احتساب أفضلية التسجيل خارج الأرض) وفي حال التعادل
في الأشواط الإضافية يتم لعب ضربات ترجيح.
 8.الأقل حصولاً على مجموع النقاط جراء حصول لاعبيه على البطاقات الصفراء والحمراء في مباريات البطولة. (بحيث يتم احتساب البطاقة الحمراء بثلاث نقاط والصفراء بنقطة واحدة).
9. في حال استمرار التعادل في الفقرات أعلاه من 1 إلى فقرة 8 وكانت الفرق المتعادلة (أكثر من فريقين) أو (فريقان لا يلعبان سوياً على أرض الملعب) يتم إجد مبارة أو مباريات فاصلة بطريقة خروج المغلوب من مرةٍ واحدة بين الفرق المتعادلة فيما بينها وتقوم الجهة المنظمة بتحديد آلية وأماكن إقامة المباراة أو المباريات.
ملاحظة:
- أعلن الاتحاد السعودي لكرة القدم في 14 أبريل 2022 عن اقرار زيادة عدد الفرق المشاركة في الدوري السعودي للمحترفين إلى 18 فريقاً بدلاً من 16 فريقاً، وذلك بدءاً من الموسم 2023-2024، على أن يهبط في هذا الموسم فريقان إلى دوري الدرجة الأولى مقابل صعود 4 فرق إلى دوري المحترفين. وبحسب ما أعلن اتحاد كرة القدم بعد نهاية اجتماع مجلس الإدارة، فإن آلية الصعود والهبوط ستعود إلى الآلية السابقة في موسم 2023-2024 بصعود ثلاث فرق وهبوط مثلها.[4]
(Q) تأهل للمرحلة المشار إليها.

#### ملخص النتائج
| شامل | شامل | شامل | شامل | شامل | شامل | شامل | شامل | على أرضه | على أرضه | على أرضه | على أرضه | على أرضه | على أرضه | خارج أرضه | خارج أرضه | خارج أرضه | خارج أرضه | خارج أرضه | خارج أرضه |
| لعب  | ف    | ت    | خ    | أ.ل  | أ.ع  | ف.أ  | ن    | ف        | ت        | خ        | أ.ل      | أ.ع      | ف.أ      | ف         | ت         | خ         | أ.ل       | أ.ع       | ف.أ       |
| ---- | ---- | ---- | ---- | ---- | ---- | ---- | ---- | -------- | -------- | -------- | -------- | -------- | -------- | --------- | --------- | --------- | --------- | --------- | --------- |
| 6    | 4    | 1    | 1    | 11   | 6    | +5   | 13   | 2        | 1        | 0        | 6        | 3        | +3       | 2         | 0         | 1         | 5         | 3         | +2        |

آخر تحديث: 16 سبتمبر 2023.

مصدر: spl.com.sa

#### المباريات
جميع الأوقات محلية ، AST ( UTC + 3 ).
  فوز

  تعادل

  خسارة

  مؤجلة

جميع الأوقات محلية ، AST ( UTC + 3 ).